# Les il·lusions perdudes (peŀlícula de 2021)
Les il·lusions perdudes o Il·lusions perdudes (originalment en francès, Illusions perdues) és una pel·lícula dramàtica francesa coescrita i realitzada per Xavier Giannoli, estrenada l'any 2021. És una adaptació de la novel·la Les il·lusions perdudes d'Honoré de Balzac, una de les novel·les clau de La Comèdia humana. S'ha doblat i subtitulat al català.
La pel·lícula es va presentar en competició oficial a la 78a Mostra Internacional de Cinema de Venècia. Amb 15 nominacions als Premis César 2022, és la pel·lícula que ha tingut més nominacions en la història dels César, en va guanyar 7, entre aquests el de millor pel·lícula.

## Argument
Lucien de Rubempré és un jove poeta idealista nascut sense fortuna a Angulema del començament del segle xix. La seva relació amb una dona casada de la petita noblesa local és l'ocasió de pujar a París per satisfer-hi les seves ambicions. Aviat lliurat a aquesta ciutat trepidant i cruel, descobreix que la vida literària, intel·lectual i artística parisenca només és la façana d'un vast sistema econòmic cínic, on «tot es compra i es ven, la literatura com la premsa, la política com els sentiments, les reputacions com les ànimes».

## Intèrprets
- Benjamin Voisin: Lucien de Rubempré
- Cécile de France: Marie-Louise-Anaïs de Bargeton
- Vincent Lacoste: Étienne Lousteau
- Xavier Dolan: Raoul Nathan
- Salomé Dewaels: Coralie
- Jeanne Balibar: Marquise d'Espard
- André Marcon: Baron du Châtelet
- Louis-Do de Lencquesaing: Andoche Finot
- Gérard Depardieu: Dauriat
- Jean-François Stévenin: Singali
- Jean-Paul Muel: Monsieur de Bargeton
- Jean-Marie Frin: Camusot
- Isabelle de Hertogh: Bérénice
- Armand Éloi: el controlador de l'òpera
- Jean-Paul Bordes: el director del Réveil
- Julien Sibre: el porter controlador del Bas Rouge

## Efectes sobre la venda de llibres
La pel·lícula va provocar un gran entusiasme pel llibre, les vendes del qual es van multiplicar per 25.

## Premis
- Lumières 2022: millor guió
- Premis César 2022:
  - millor pel·lícula
  - millor esperança masculina per a Benjamin Voisin
  - millor actor secundari per a Vincent Lacoste
  - millor adaptació
  - millor fotografia
  - millor vestuari
  - millor decorat